# Jaroslav Chlumecký
Jaroslav Chlumecký (* 7. března 1938, Kladno) je bývalý český fotbalista, útočník klubu SK Kladno. Je otcem jedné z nejlepších českých/československých fotbalistek Gabriely Chlumecké.

## Sportovní kariéra
V československé lize hrál za SONP Kladno. Nastoupil k 94 ligovým utkáním a dal 17 gólů. Dorostenecký mistr Československa 1956.

## Ligová bilance
| Ročník                                   | Zápasy | Góly | Klub         |
| ---------------------------------------- | ------ | ---- | ------------ |
| 1. československá fotbalová liga 1960/61 | 14     | 2    | Baník Kladno |
| 1. československá fotbalová liga 1961/62 | 16     | 2    | SONP Kladno  |
| 1. československá fotbalová liga 1962/63 | 26     | 7    | SONP Kladno  |
| 1. československá fotbalová liga 1963/64 | 25     | 4    | SONP Kladno  |
| 1. československá fotbalová liga 1964/65 | 13     | 2    | SONP Kladno  |
| CELKEM                                   | 94     | 17   |              |